# Stanisław Dzieduszycki
Stanisław Dzieduszycki herbu Sas – chorąży lwowski w latach 1699–1724, chorąży trembowelski w latach 1689–1699, sędzia kapturowy ziemi lwowskiej w 1696 roku.
Był elektorem Augusta II Mocnego z ziemi lwowskiej i przemyskiej w 1697 roku, jako deputat z ziemi lwowskiej podpisał jego pacta conventa. Poseł na sejm pacyfikacyjny 1699 roku z województwa podolskiego.